# Mercanton Heights
Mercanton Heights är en kulle i Antarktis. Den ligger i Västantarktis. Argentina, Chile och Storbritannien gör anspråk på området. Toppen på Mercanton Heights är 1 164 meter över havet, eller 21 meter över den omgivande terrängen. Bredden vid basen är 0,87 km.
Terrängen runt Mercanton Heights är huvudsakligen kuperad, men söderut är den bergig. Trakten är obefolkad. Det finns inga samhällen i närheten.